# Vincenzo Palumbo (politico 1899)
Vincenzo Palumbo (Salaparuta, 22 gennaio 1899 – Palermo, 15 febbraio 1982) è stato un politico italiano.

## Biografia
Laureato in giurisprudenza, avvocato, combattente della prima guerra mondiale (1915-1918), è stato professore di diritto amministrativo nella facoltà di giurisprudenza dell'Università di Milano, ha insegnato scienze giuridiche nelle facoltà di ingegneria e architettura al politecnico di Milano. 
Consigliere nazionale del PLI, è stato componente della giunta provinciale di Milano, collaboratore del Centro nazionale di prevenzione e difesa sociale. Ha fatto parte del comitato scientifico dell'Istituto Lombardo di Studi Economici e Sociali e del Centro Studi amministrativi. Viene eletto al Senato per due legislature (1963 e 1968) nel collegio di Milano IV, dove fu membro della Commissione Interni e componente della Commissione Presidenza del Consiglio e della Giunta delle Elezioni. 
Morì a Palermo il 15 febbraio 1982 all'età di 83 anni.